# Weymouth and Portland National Sailing Academy

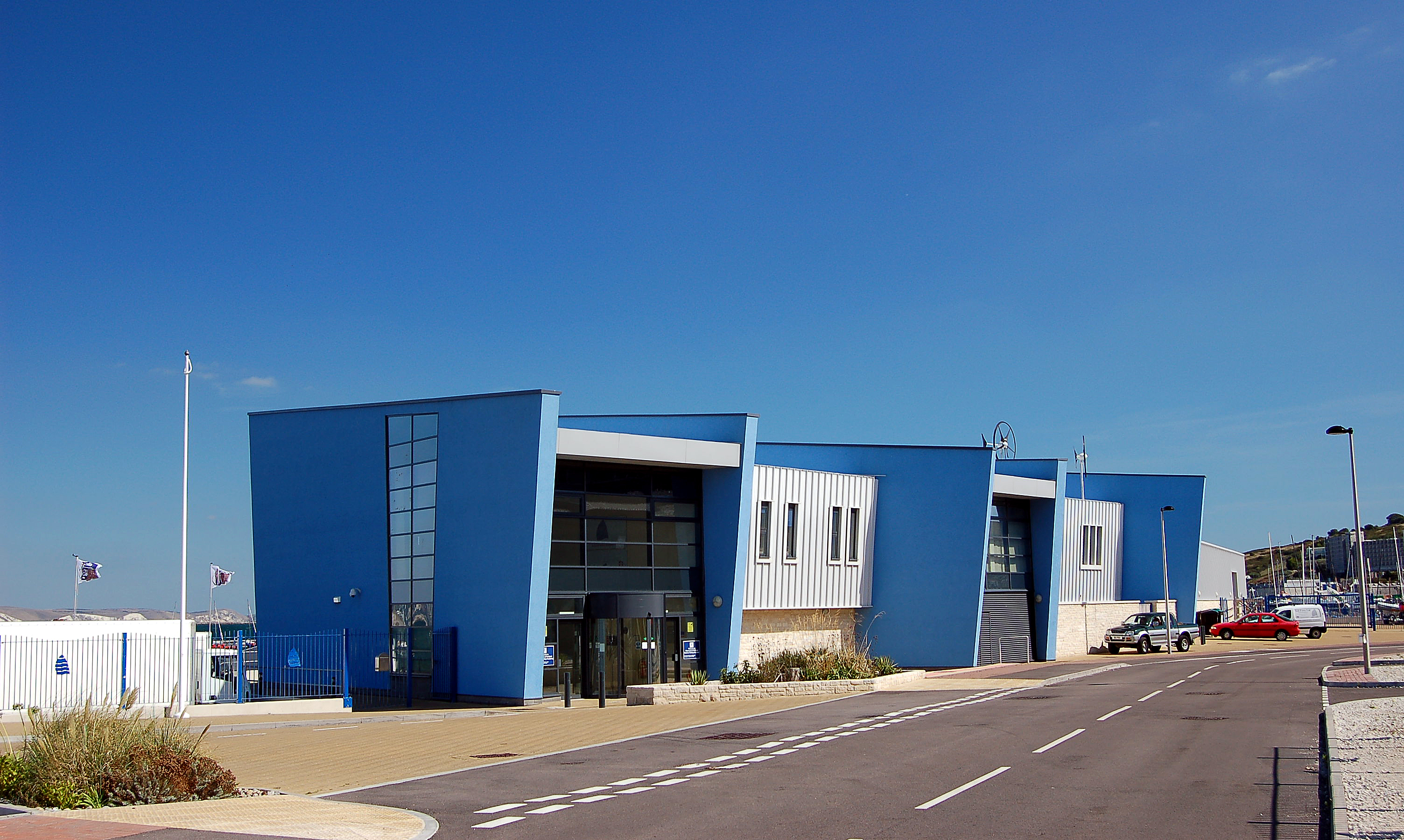
Clubhuis van de Weymouth and Portland National Sailing Academy

De Weymouth and Portland National Sailing Academy is een centrum voor wedstrijdzeilen op het schiereiland Isle of Portland in Zuidwest-Engeland. 
Het gebouw van de academie ligt in Osprey Quay op het noordelijke punt van het schiereiland, aan de haven Portland Harbour. Sinds 2000 worden er veel grote en kleine zeilwedstrijden gehouden, waaronder de zeilwedstrijden van de Olympische Zomerspelen van 2012.